# Better Off Ned
«Better Off Ned» (укр. «Вже краще Нед») — шістнадцята серія тридцять першого сезону мультсеріалу «Сімпсони», прем'єра якої відбулась 15 березня 2020 року у США на телеканалі «Fox».

## Сюжет
У Спрінґфілдському замку пенсіонерів, розповівши Барту історію з війни дідусь Сімпсон розіграв його, давши хлопцю глуху гранату. Барт бере її на зібрання Спрінґфілдської початкової школи і відлякує всіх. Допоки триває паніка, Нед Фландерс кидається на «бомбу», щоб пожертвувати собою і врятувати школу. Однак, коли нічого не стається, Барт розкриває свою витівку.
Інспектор Чалмерз хоче виключити Барта зі школи, але втручається сам Нед. Він погоджується добровільно наглядати за Бартом і перевиховати хлопця.
У будинку Фландерса Барт випробовує терпіння Неда, тому той бере його на риболовлю. Барту вдається зловити рибу, і Нед навчає його, як смажити її на вогні. Барт також приєднується до церковного хору. Після служби всі вітають Неда з тим, що він змінив Барта, через що Гомер ревнує.
Засмучений через свою безпорадність, Гомер гуляє містом і знаходить сумного Нельсона Мюнца на міському звалищі, який плаче через свої проблеми вдома. Гомер приводить його до «Красті Бургера» і пропонує стати його наставником, щоб викликати ревнощі у Барта. Побачивши проблеми, які Гомер викликає, Ліса просить Гомера звернутися за консультацією до терапевта, який не погоджується з його методами наставництва.
Гомер вирушає до Нельсона, де зустрічає його матір, місіс Мюнц. Вона стурбвана, що Гомер збирається їх кинути так само, як і всі попередні чоловіки в минулому Мюнців. Коли Гомер пояснює Нельсону ситуацію, це країть серце малого…
Нельсон готує план поквитатись з Бартом на «Християнському параді гідності». Він активовує механічні руки, що моляться, коли Барт проходить через них. Гомер помічає Нельсона, і вчасно відштовхує Барта, але сам здавлений руками. Барт з Гомером знову зближуються, коли разом їдуть у «швидкій допомозі». Гомер знову вирушає на звалище, щоб вибачитись перед Нельсоном і направляє його до Неда як нового наставника.
У фінальній сцені Нельсон з матір'ю обідають разом з Фландерсами у їхньому домі. У цей час інші шкільні розбишаки дивуються, що Нельсон кинув хуліганити (хоча й помістив Мілгауса у морозилку)…
У сцені під час титрів Нед зі своїми синами і Нельсоном відвідують бейсбольний матч. Гомер кидає в нього камінь, щоб відповісти Барту, чому вони знову обмінялись місцями в наставництві.

## Ставлення критиків і глядачів
Під час прем'єри серію переглянули 1,70 млн осіб з рейтингом 0.6, що зробило її найпопулярнішим шоу на каналі «Fox» тієї ночі.
Денніс Перкінс з «The A.V. Club» дав серії оцінку C-, сказавши, що серія — «це не просто паршиві пів години „Сімпсонів“, оскільки це подвійне занурення в одну і ту же передумову. Це по-справжньому паршивий епізод, тому що він справедливо дзвенить байдужістю, жорстокістю і глибоким затіненням творчого виснаження, щоб служити платонічним ідеалом для одноразового [питання] „чи це шоу ще триває?“»
Тоні Сокол з «Den of Geek» дав серії три з п'яти зірок, сказавши, що «серія — як солодкий пончик, з якого висмоктана вершкова начинка…» порівнюючи зі схожою за сюжетом серією «Home Sweet Homediddly-Dum-Doodily» 7 сезону мультсеріалу.
2020 року Ненсі Картрайт номінувалась на премію «Еммі» за «Найкраще озвучування» у цій серії.
Згідно з голосуванням на сайті The NoHomers Club більшість фанатів оцінили серію на 1/5 із середньою оцінкою 1,9/5.